# Art in the Age of Automation
Art in the Age of Automation è il quarto album del gruppo jazz inglese Portico Quartet, il quinto se si considera anche l'album Living Fields pubblicato da tre dei membri della band con il nome del gruppo trasformato in Portico. Pubblicato dalla Gondwana Records nel 2015, è stato seguito dall'album Untitled (AITAOA #2) dove sono state pubblicate altre tracce prodotte durante le sessioni di registrazione di questo disco.

## Tracce
Compact disc
1. Endless – 4:27
2. Objects to Place in a Tomb – 5:27
3. Rushing – 6:19
4. Art in the Age of Automation – 4:55
5. S/20005S – 0:37
6. A Luminous Beam – 6:02
7. Beyond Dialogue – 6:42
8. RGB – 4:32
9. Current History – 6:07
10. Mercury Eyes – 1:36
11. Lines Glow – 3:49

Durata totale: 50:33

## Formazione
- Jack Wyllie - sassofono, pianoforte, sintetizzatore
- Duncan Bellamy - percussioni
- Milo Fitzpatrick - contrabbasso
- Keir Vine - tastiere